# Волбром
Волбром (пољ. Wolbrom) је град у Пољској у Војводству Малопољском у Повјату олкушком. Према попису становништва из 2011. у граду је живело 9.013 становника.
.

## Становништво
Према прелиминарним подацима са пописа, у граду је 2011. живело 9.013 становника.
| 2002. | 2011. | 2012. |
| ----- | ----- | ----- |
| 9.246 | 9.013 | 8.926 |

## Партнерски градови
- Валтерсхаузен
- Домасек